# Nationale Raad van de Sahrawi
De Nationale Raad van de Sahrawi (Spaans: Consejo Nacional Saharaui; Arabisch: المجلس الوطني الصحراوي, al-Maǧlis al-Waṭanī aṣ-Ṣaḥrāwī) is het eenkamerparlement van de Sahrawi Arabische Democratische Republiek (Westelijke Sahara) en telt momenteel 53 leden. Het parlement ontstond in 1976 na de onafhankelijkheidsverklaring van de Sahrawi Arabische Democratische Republiek. Tot 1975 heette het gebied dat de republiek claimt, Spaanse Sahara. Tegenwoordig staat het bekend onder de naam Westelijke Sahara en wordt het door Marokko bestuurd, dit tot onvrede van de Sahrawi's die het als hun eigen land zien.
Omdat de Sahrawi Arabische Democratische Republiek slechts door een beperkt aantal landen wordt erkend en het grootste deel van de Westelijke Sahara wordt gecontroleerd door Marokko is het moeilijk om verkiezingen te houden voor de Nationale Raad. Verkiezingen worden niettemin regelmatig gehouden (de laatste keer in 2012). Omdat een groot deel van de stemgerechtigden Sahrawi buiten de Westelijke Sahara verblijven, te weten in vluchtelingenkampen in Algerije. Gedelegeerden in de kampen kiezen de kandidaten voor de Nationale Raad die allen behoren tot Polisario, de enige partij. Een beperkt aantal stemgerechtigden bevinden zich overigens in de wat Polisario de Vrije zone (Zona Libre) noemt, een landstreek in het oosten van de Westelijke Sahara die door de nationalisten wordt gecontroleerd. In de stad Tifariti in het noordoosten van de Vrije zone komt de Nationale Raad bijeen.
Khatri Addouh (Polisario) is sinds 2010 voorzitter van de Nationale Raad.

## Zetelverdeling

Zetelverdeling na de verkiezingen van 2012